# Спрінгтон – Роллестон – Валлумбілла-Гладстон
Спрінгтон — Роллестон — Валлумбілла-Гладстон — газопровід у австралійському штаті Квінсленд. Офіційно відомий як Rolleston Spur Lines.
Трубопровід призначений для видачі продукції групи дрібних газових родовищ Денісон-Норз, розробка яких почалась в 1990 році. Первісно він обслуговував установки підготовки Спрінгтон (до якої також під'єднали родовище Туркей-Крік), Арктурус та Роллестон, а в 2000-му до ділянки Арктурус — Роллестон під'єднали установку підготовки Яндіна. Довжина траси трубопроводу від Спрінгтон до місця при'єднання до газопроводу Валлумбілла — Гладстон становить 107 кілометрів, діаметр — 168 мм.
Обсяги транспортування по системі були доволі незначні, так, найбільша установка підготовки Роллестон має пропускну здатність у 0,42 млн м3 на добу. У 2011-му на тлі виснаження запасів розробку родовищ зупинили, при цьому накопичений видобуток становив 3,89 млрд м3, а поточний видобуток дорівнював лише 0,22 млн м3 на добу. Втім, у 2020-му новий інвестор відновив роботу системи та інвестував у бурову компанію, що мала приростити обсяг запасів.